# Keteleeria davidiana
Keteleeria davidiana (кит.: 铁坚油杉) — вид хвойних рослин родини соснових.

## Поширення, екологія
Країни проживання: Китай (Ганьсу, Гуансі, Гуйчжоу, Хубей, Шеньсі, Шаньдун, Шаньсі, Сичуань, Юньнань); Тайвань, В'єтнам. Живе від пагорбів до невисоких гір протягом більшої частини сх. Китаю, на висоті (300)600–1000(1300) м над рівнем моря. Він росте на червоній і жовтій землі, кислих, підзолистих ґрунтах, бідних поживними речовинами, або на бурих лісових ґрунтах. Клімат вологий, континентальний від тепло-помірного до субтропічного, з річною кількістю опадів між 1000 і 2000 мм. Він є складовою змішаної мезофільної лісової формації, разом з багатьма родами і видами широколистих дерев, а також деяких інших голонасінних, таких як Pinus massoniana, Pinus bungeana, Cunninghamia lanceolata, Cupressus funebris, Torreya grandis і Podocarpus nakaii (Тайвань). Він також займає вічнозелені широколисті лісові формації (Гуйчжоу, Тайвань), з численними (твердолистими) видами вічнозелених дерев і Pinus. Він рідко утворює чисті поселення. Проживає в тих частинах Китаю, де вирубка лісів триває вже протягом багатьох тисячоліть, залишаючи дуже мало пралісу.

## Морфологія
Дерево до 40 м у висоту і 200 см діаметра на рівні грудей з масивними гілками і великими, опорними коренями, що поширюється від основи стовбура. Кора від тьмяно-коричневого до сірувато-чорного кольору. Бруньки на верхівці закруглені з численними кільовими лусками, стаючи червонуватими і кидається в очі навесні. Листки голчасті, довжиною 2–6.4 см на 3,6–4,2 мм широких. Вони плоскі, жорсткі, і темно-блискуче-зелені. Шишки світло-коричневі, циліндричні, стоять прямо на гілках. Вони 8–20 см завдовжки і 4–5 см шириною з стеблами довжиною 2,5–3,2 см. Крилате довгасте насіння, що дозріває у жовтні або листопаді, 13 мм довжиною, з глянцевими коричневими крилами 12–19 мм довжиною.

## Використання
Деревина цього виду використовується для конструкцій, столярних виробів та дров. Широко посаджене в Китаї як побутове дерево в парках, біля храмів, а іноді як вуличне дерево. Вид був введений в Європу кілька разів, і це найбільш часто вирощений вид у дендраріях та ботанічних садах. Поза колекціями дерев у Європі та США вид дуже рідко зустрічаються, хоча, при хороших умовах, його можна вирощувати легко живцями.

## Загрози та охорона
Єдина загроза, як відомо, відбувається з Keteleeria davidiana var. formosana на Тайвані, де населення значно скоротилося у зв'язку з перетворенням лісів для ведення сільського господарства. Цей вид відомий з кількох охоронних територій.